# Merodon nigritarsis
Merodon nigritarsis là một loài ruồi trong họ Ruồi giả ong (Syrphidae). Loài này được Rondani mô tả khoa học đầu tiên năm 1845. Merodon nigritarsis phân bố ở vùng Cổ Bắc giới